# 阿劳蛛
阿劳蛛（学名：Laufeia aenea）为跳蛛科劳蛛属的动物。分布于日本以及中国大陆的吉林等地。